# Isla Navarino
Isla Navarino är en ö i Chile.   Den ligger i regionen Región de Magallanes y de la Antártica Chilena, i den södra delen av landet. Arean är 2 473 kvadratkilometer.
Terrängen på Isla Navarino är kuperad. Öns högsta punkt är 1 003 meter över havet. Den sträcker sig 48,9 kilometer i nord-sydlig riktning, och 85,0 kilometer i öst-västlig riktning.